# Пескетарианство

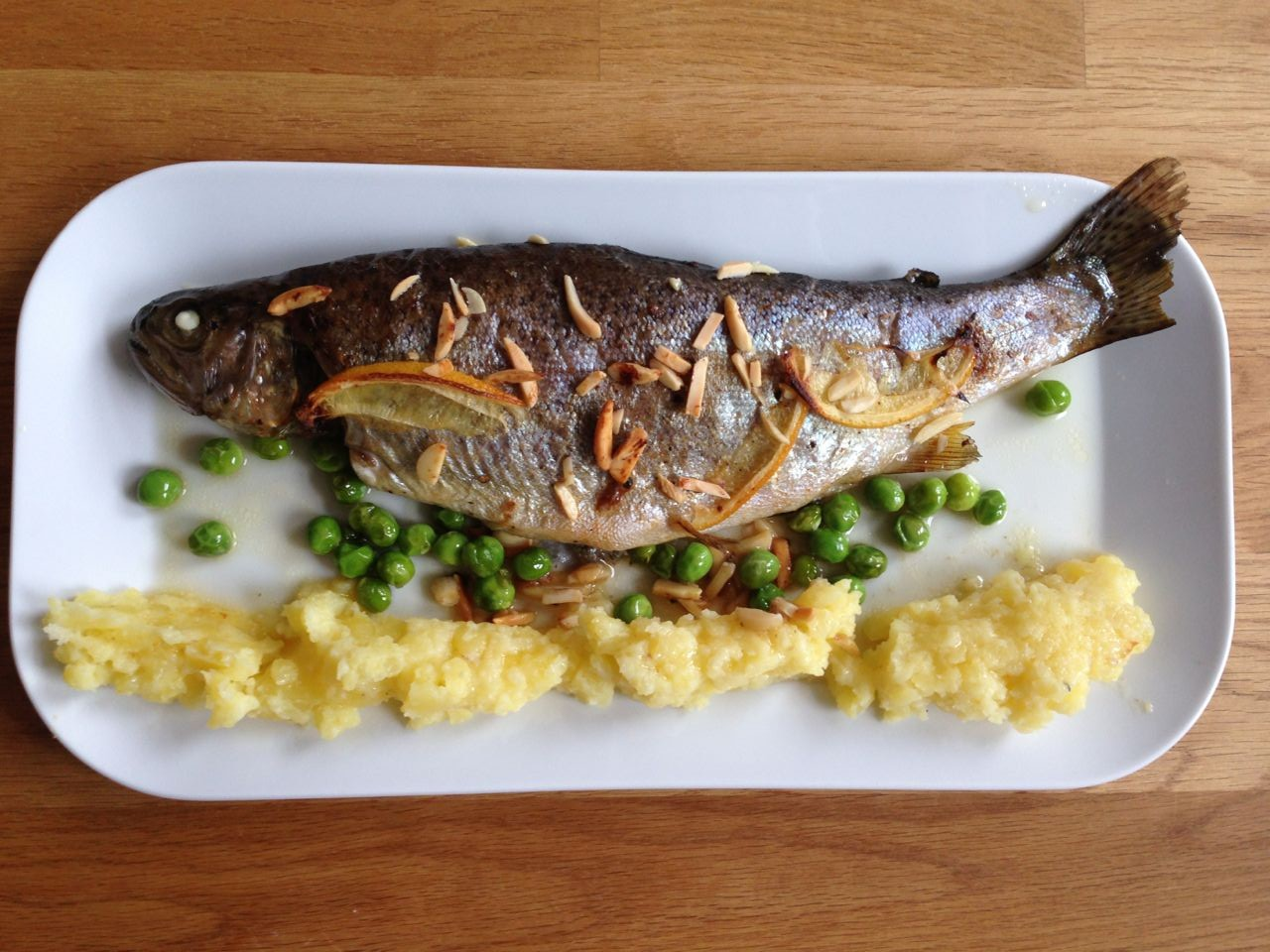
Жареная форель

Пескетариа́нство, пескатарианство, пескето-вегетарианство (англ. pescetarianism, pesсаtarianism) — вид частичного вегетарианства, образ жизни, заключающийся в отказе от употребления в пищу мяса за исключением рыбы и других морепродуктов. Другие продукты животного происхождения (яйца, молочные продукты) могут употребляться как без ограничений, так и с исключением некоторых категорий.

## Этимология
Пескетарианство — калька из американского английского. В английском термин pescеtarianism (pesсаtarianism) появился в начале 1990-х, он является производным от неологизма pescetarian, образованного слиянием двух слов: лат. piscis — рыба (или итал. pesce) и англ. vegetarian (букв. «овощеедение»).
Английское произношение «pescetarian» и его варианта «pescatarian» /ˌpɛskəˈtɛəriən/ с прочтением /sk/ отличается от современного итальянского произношения «pesce» («рыба») — [ˈpeʃʃe], со звуком /ʃ/; таким образом, возможно прочтение «пешетарианство».

## Этическое обоснование
Во многих религиозных традициях присутствует запрет на мясо определенных видов (говядина, свинина) без запрета на рыбу. Однако пескетарианство является относительно новой традицией; оно в некоторой степени является производным от этического вегетарианства XIX века; так, в 1884 году британское Вегетарианское общество одобрило членство для тех, кто ест рыбу, но не мясо.
Одним из обоснований пескетарианства, как и для вегетарианства и веганства, называется уменьшение страданий животных от современного промышленного животноводства, в предположении, что рыбы и моллюски не способны страдать так, как более высшие животные — что само по себе является предметом научной и философской дискуссии. В частности, отдельные исследования показывают, что рыбы реагируют на боль сходно с человеком. Помимо этого, причиной может быть отношение к сельскохозяйственным животным, как к более развитым существам, близким человеку, который, так же как и они, относится к теплокровным. Таким образом, их страдания воспринимаются как больше затрагивающие человека, а поедание теплокровных может быть увидено как форма каннибализма.
Помимо этого, с точки зрения экологического вегетарианства, рыболовство и рыбоводство могут рассматриваться как отрасли, наносящие меньший урон окружающей среде и потребляющие меньше ресурсов по сравнению с другими отраслями животноводства.

## Медицинское обоснование

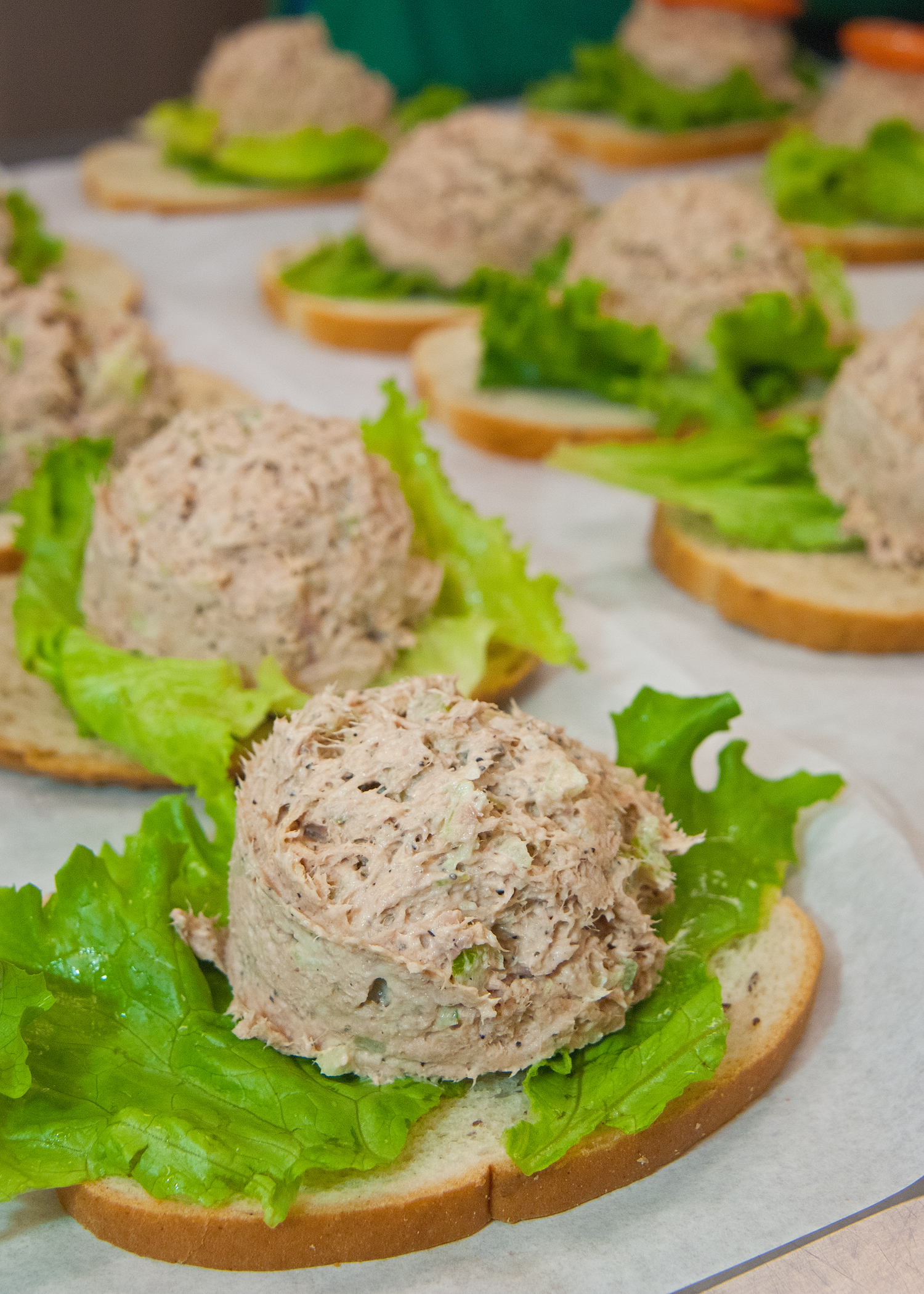
Бутерброды с тунцовым салатом

При пескетарианстве в рацион питания входит мало насыщенных жиров и много антиоксидантов.
С диетической точки зрения, те преимущества пескетарианской диеты, которые могут быть научно обоснованы, схожи с преимуществами вегетарианства. Оба вида диет исключают потребление красного мяса, которое ассоциируется с повышенным риском сердечных заболеваний, рака прямой кишки, и других заболеваний, связанных с образом жизни. Предполагается также, что избегание мяса теплокровных животных ассоциируется с меньшей вероятностью ожирения, диабета 2 типа, деменции и депрессии, но в этих случаях связь диеты с заболеваниями обоснована значительно слабее.
Одно из наиболее часто рассматриваемых преимуществ богатой рыбой диеты — наличие Омега-3 ненасыщенных жирных кислот, особенно в «жирных» видах рыбы, таких как лосось, тунец, треска. Также, эти и другие виды рыбы (в частности, пикша и форель) содержат большое количество легкоусвояемых белков; любая рыба содержит такие биологически значимые элементы, как железо и цинк, а также холин и витамины B12 и D.
Употребление в пищу определённых видов рыб повышает уровень липопротеинов высокой плотности.
В то же время, существуют опасения в безопасности употребления большого количества рыбы. Из-за загрязнения окружающей среды рыбы могут аккумулировать существенные количества ртути и других токсинов, в частности полихлорированных дифенилов. Для снижения риска требуется выбирать рыбу, содержащую незначительное количество ртути и избегать определенных видов рыбы.

## Распространение в Индии
В соответствии со сложившейся традицией, брахманы в Индии придерживаются строгой лактоза-вегетарианской диеты. Однако существуют также и некоторые сообщества брахманов, которые разрешают рыбу к употреблению. Их представители считают морепродукты «морскими овощами». От употребления в пищу животного мяса они воздерживаются. Брахманы Митхилы и Бенгали также потребляют рыбу в больших количествах, хотя последние едят мясо по праздникам.